# Aile tunnel

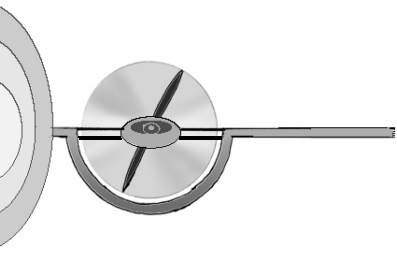
Vue de face d'une aile tunnel sur un bimoteur.

L’aile tunnel (ou aile gouttière) est une technologie développée notamment par l'américain Willard Custer dans les années 1920. Il s'agit d'une méthode de production de portance en utilisant le souffle d'une hélice sur une aile qui en épouse le cercle par le dessous et qui rappelle les techniques d'hypersustentation par soufflage de la voilure.

## Historique
Dans les années 1920, après avoir observé le toit d'une grange arraché par l'effet Venturi généré par un vent horizontal, Willard Ray Custer imagine utiliser cet effet pour augmenter la portance des avions et dépose un brevet en 1929. Jusqu'aux années 60, avec son entreprise la Custer Channel Wing Corporation, il va se consacrer à démontrer la validité de sa technologie et à tenter de produire un appareil commercialisable, mais son CCW-5 ne sera jamais certifié. 
On a par la suite accusé les industriels de l'hélicoptère d'avoir cherché à empêcher Custer de leur faire concurrence, mais il est probable que le caractère de l'inventeur, qui exigea un titre d'ingénieur pour travailler chez Fairchild alors qu'il n'avait jamais étudié pour ce diplôme, soit pour quelque chose dans l'impossibilité dans laquelle il est resté de conclure un accord pour exploiter commercialement l'aile tunnel.
Cette configuration a également été étudiée par Antonov et Rhein-Flugzeugbau (en) sans déboucher sur une production en série.
Actuellement, des ingénieurs comme Bob Englar et Dennis Bushnell tentent de réhabiliter et de compléter les travaux de Custer, notamment en combinant l'aile tunnel avec  des volets soufflés. On peut également citer le projet d'aéronef électrique HopFlyt qui utilise deux voilures en tandem comportant au total huit hélices.

## Description

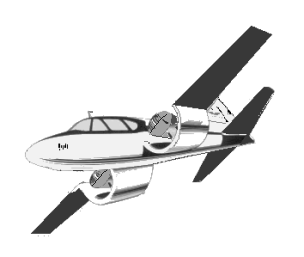
Dessin d'un avion à ailes tunnel.

Une aile tunnel est composée d'une hélice à axe horizontal motorisée, carénée par le dessous, la moitié haute de l'hélice étant généralement laissée libre, mais qui peut comporter un carénage plus petit comme sur le prototype Antonov Izdeliye 181 (en). Ce carénage « en berceau » constitue l'aile à proprement parler. Lorsque l'hélice tourne, elle provoque une aspiration à son aval et une pression s'exerce sur l'aile. La résultante de cette pression sur l'aile produit une portance.

### Avantages
La portance étant liée à la vitesse de l'air sur l'aile, le fait d'augmenter cette vitesse par une hélice permet de générer plus de portance quelle que soit la vitesse. De plus, l'aspiration exercée par l'hélice permet, dans une certaine mesure, de rattacher les filets d'air au profil et donc de retarder le décrochage. Les aéronefs à aile tunnel présentent donc une vitesse de décollage et un angle d'incidence maximal plus élevé, ce qui améliore le vol à basse vitesse.

### Inconvénients
L'implantation d'une telle technologie modifie fortement la configuration de l'aéronef. De plus, la forme circulaire de l'aile tunnel est plus difficile à réaliser et à faire résister qu'une aile droite.
La charge alaire se trouve modifiée entre la surface projetée des ailes et leur surface supportant l'aspiration de l'hélice, augmentant d'un facteur approximatif de pi/2. Les vibrations générées par l'hélice peuvent également affecter la structure.
La faible vitesse d'atterrissage de l'appareil rend les surfaces de contrôle peu efficaces.
La configuration de l'aile tunnel conduit à l'apparition d'un moment piqueur à faible vitesse.
L'utilisation de l'hélice pour générer de la portance en plus de la poussée augmente la charge qu'elle supporte et donc augmente la masse du système de propulsion.
L'angle d'assiette nécessaire pour exploiter la faible vitesse de décrochage compromet la sécurité des atterrissages.
Dans la configuration bimoteurs, une partie du fuselage est consacrée à l'aile, ce qui complique l'installation de hublots ou de porte d'accès. De plus, en cas de perte d'un moteur, une dissymétrie de la portance s'ajoute à la dissymétrie de la poussée, ce qui peut provoquer un départ en vrille à plat.

### Aéronefs utilisant l'aile tunnel

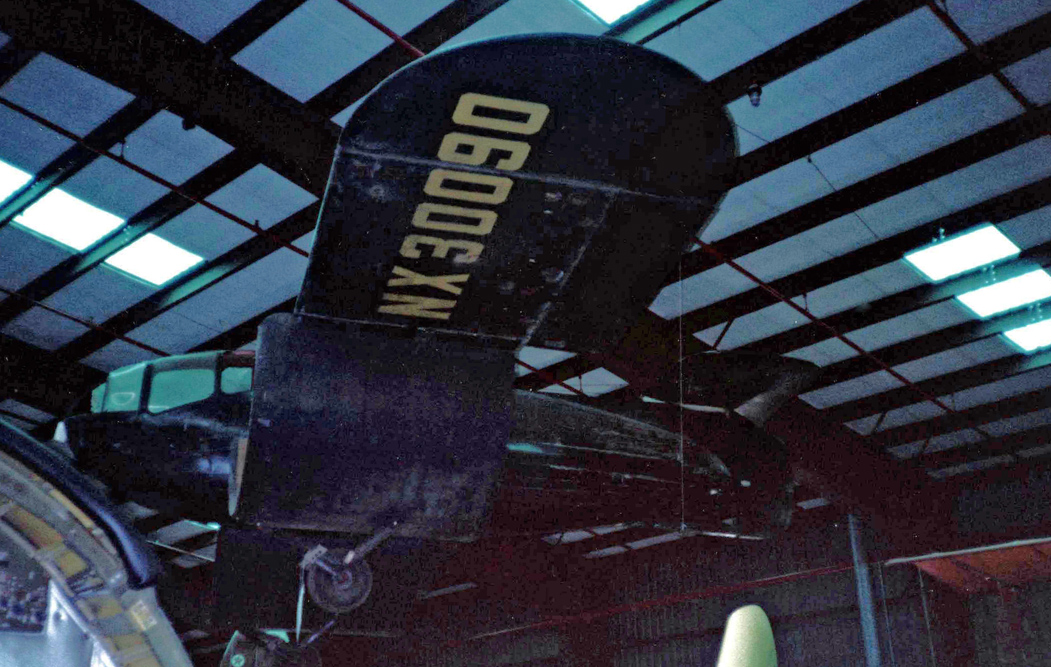
CCW-1 au National Air and Space Museum (Silver Hill).
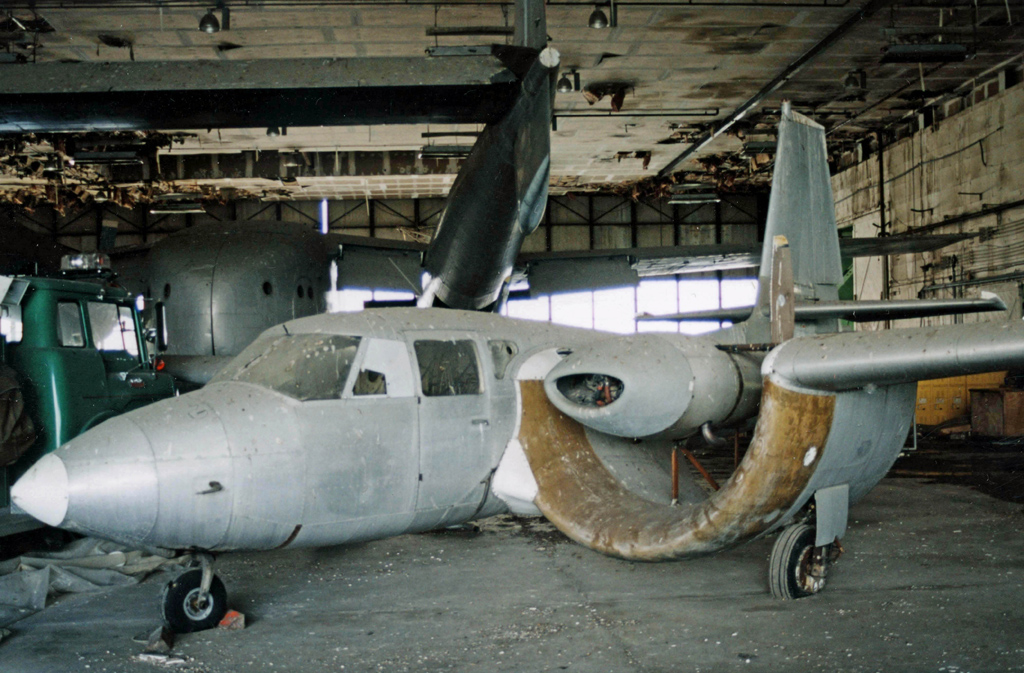
CCW-5 au Mid-Atlantic Air Museum (Reading), conçu en vue de la production en série[5].
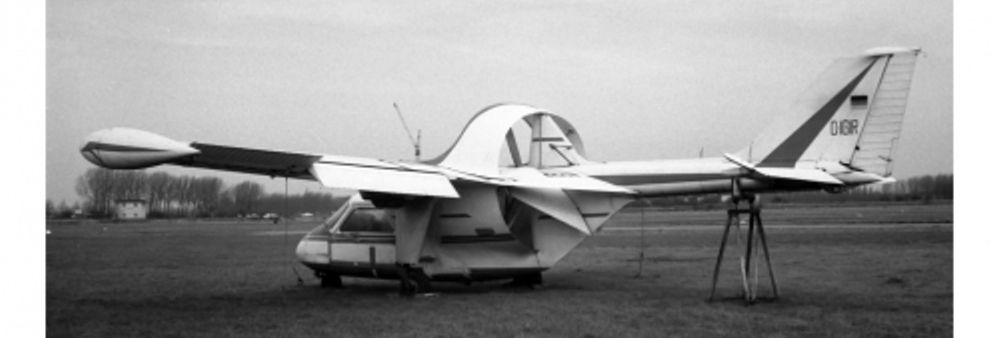
Prototype RFV-1 (en) à hélices contrarotatives dans un carénage asymétrique. Un seul vol.
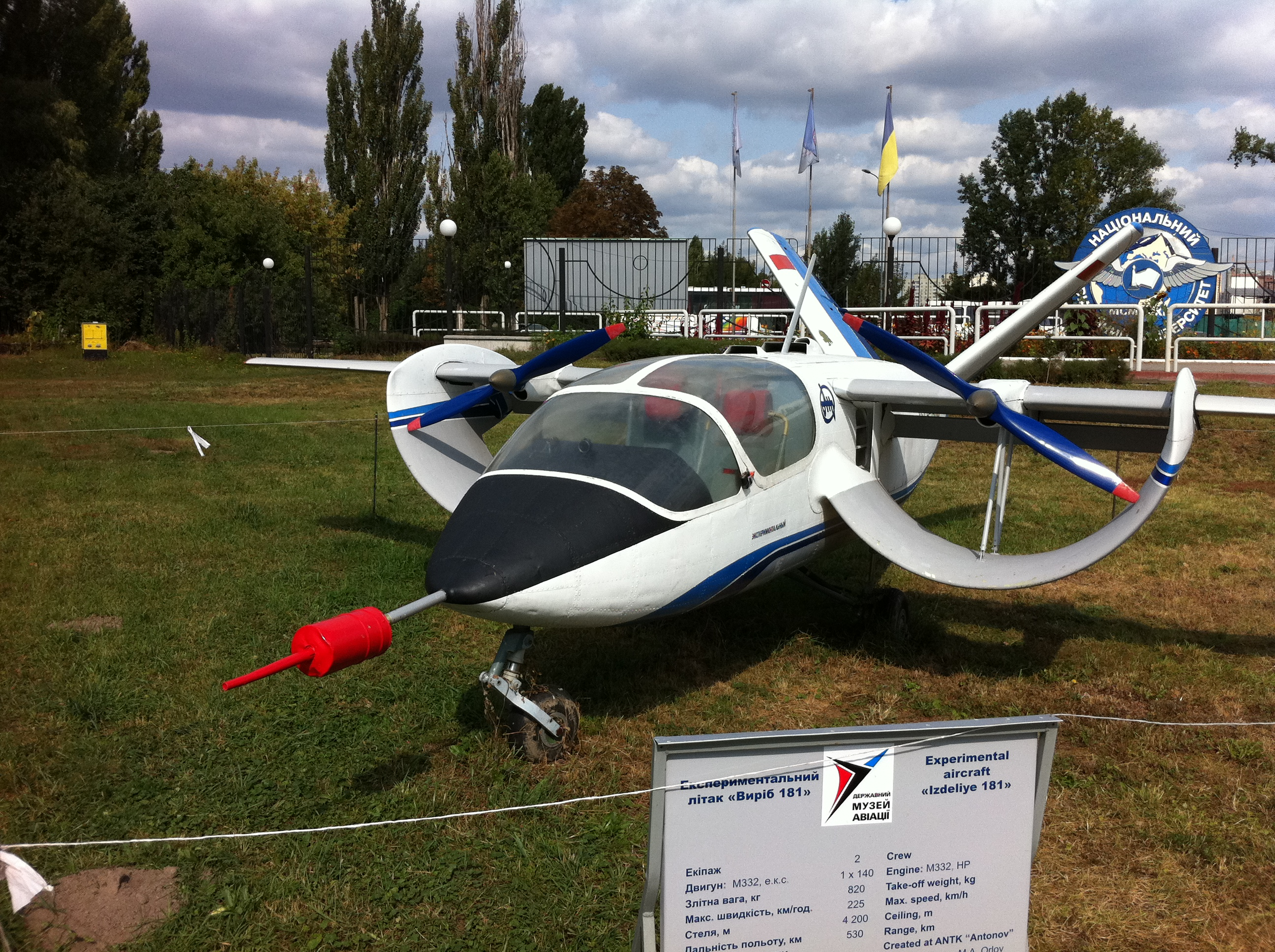
Antonov Izedliye 181 (en) immatriculé CCCP-190101[4].